# Franz Tichy
Franz Tichy (nacido el 16 de julio de 1921 en Marburg, † el 29 de octubre de 2004 en Erlangen) fue un geógrafo y profesor alemán en la Universidad de Erlangen-Núremberg.

## Vida
Nacido en Marburg, Franz Tichy creció en Schreiberhau en las Montañas de los Gigantes. Su padre Hans Tichy, un escriba nativo, había regresado allí en 1921 después de completar su formación especializada. A través de su abuela paterna, Emilie Tichy, de soltera Partsch, Franz Tichy estaba relacionado con el geógrafo Joseph Partsch, que era su tío abuelo.
Como su padre, Franz Tichy asistió a la escuela secundaria en Hirschberg, donde se graduó de la escuela secundaria. En 1940 comenzó a estudiar meteorología en la Universidad de Marburg, pero fue reclutado después de un semestre para el servicio militar, que completó en una unidad de inteligencia remota en Atenas y Belgrado. Tras el final de la Segunda Guerra Mundial y un breve período de encarcelamiento, continuó sus estudios en Marburg en el semestre de invierno de 1945/46, pero pasó a la geografía, la biología y la física. En 1950, en Marburgo, recibió su doctorado en geografía de Heinrich Schmitthenner, el tema de su disertación fue "Die geographischen Grundlagen einer Wasserwirtschaft im Lahngebiet ("Los fundamentos geográficos de la gestión del agua en el área de Lahn"). Luego trabajó como asistente de investigación en Marburgo hasta 1951 y luego asumió un puesto de asistente con Gottfried Pfeifer en la Universidad de Heidelberg. Aquí realizó su tesis de habilitación Die Wälder der Basilicata und die Entwaldung im 19. Jahrhundert. Vorgänge, Ursachen und Folgen (“Los bosques de Basilicata y la deforestación en el siglo XIX. Procesos, causas y consecuencias ”), que completó en 1960. A partir de entonces trabajó como profesor en Heidelberg, pero en el semestre de verano de 1962 tomó la cátedra de geografía en la Instituto Tecnológico de Karlsruhe. En 1964, la Universidad de Erlangen-Núremberg lo nombró para la recién creada segunda cátedra de geografía, que Franz Tichy ocupó desde el semestre de invierno 1964/65 hasta su jubilación en 1986. También permaneció activo en la universidad como emérito.
Después de investigar la geografía física, Franz Tichy se dedicó a la geografía cultural bajo la influencia de su entorno científico de Heidelberg, con especial énfasis en la investigación del paisaje cultural y la geografía agrícola. Tichy era un experto reconocido en la geografía regional de Italia y amplió este enfoque para incluir a México después de su habilitación. Financiado por la Sociedad Alemana de Investigación, se dedicó a la historia del paisaje cultural de México desde 1962 hasta 1978, pero permaneció vinculado al área temática hasta su jubilación. Como parte de su investigación cultural-geográfica, Tichy más tarde se movió a menudo en la interfaz entre geografía, etnología y arqueología. Como resultado de los estudios regionales en Franconia, desarrolló la hoja 163, dedicada a Núremberg, para el Manual de la estructura natural de Alemania.

## Obras (selección)
- Die Lahn. Geographische Grundlagen einer Wasserwirtschaft. (El Lahn. Fundamentos geográficos de la gestión del agua) Marburg / L. 1951.
- Die Entwaldungsvorgänge des 19. Jahrhunderts in der Basilicata (Süditalien) und ihre Folgen. (Los procesos de deforestación del siglo XIX en Basilicata (sur de Italia) y sus consecuencias) En: Erdkunde. Archiv für wissenschaftliche Geographie, Vol. 11 (1957), Número 4, págs. 288–296.
- Die Land- und Waldwirtschaftsformationen des Kleinen Odenwaldes. (Las formaciones agrícolas y forestales del Kleiner Odenwald) Instituto Geográfico, Heidelberg 1958.
- Geographische Landesaufnahme: Die naturräumlichen Einheiten auf Blatt 163 Nürnberg. (Estudio geográfico de la tierra: las unidades espaciales naturales en la hoja 163 Núremberg) Instituto Federal de Estudios Regionales, Bad Godesberg 1973. → Mapa Online (PDF; 4,0 MB)
- Deutung von Orts- und Flurnetzen im Hochland von Mexiko als kultreligiöse Reliktformen altindianischer Besiedlung. (Interpretación de redes locales y de campo en las tierras altas de México como formas de reliquias religiosas de culto de antiguos asentamientos indígenas) En: Erdkunde. Archiv für wissenschaftliche Geographie, Vol. 28 (1974), Número 3, págs. 194-207.

Como editor: 
- Stadtstrukturen an alten Handelswegen im Funktionswandel bis zur Gegenwart. (Estructuras urbanas en antiguas rutas comerciales en cambio funcional hasta el presente) Degener, Neustadt a.d. Aisch 1984, ISBN 3-7686-9083-0.

- Con Johanna Broda: Die geordnete Welt indianischer Völker. Ein Beispiel von Raumordnung und Zeitordnung im vorkolumbischen Mexiko (El mundo ordenado de los pueblos indios. Un ejemplo de planificación espacial y temporal en el México precolombino) (= Proyecto México de la Fundación Alemana de Investigación, Vol. 21). Franz Steiner Verlag, Wiesbaden 1991, ISBN 3-515-05424-3.
- Codices und ihre Bedeutung für astrologische Vorstellungen und astronomische Erkenntnisse der Mexica und Maya. (Códices y su significado para las ideas astrológicas y el conocimiento astronómico de los mexicas y mayas) En: Carmen Arellano Hoffmann, Peer Schmidt: Die Bücher der Maya, Mixteken und Azteken. Die Schrift und ihre Funktion in vorspanischen und kolonialen Codices. Vervuert, Fráncfort del Meno 1999, ISBN 3-89354-094-6, págs. 307-342.
- Schreiberhau / Szklarska Pore̜ba. Ein Fremdenverkehrsort zwischen Riesen- und Isergebirge (Schreiberhau / Szklarska Pore̜ba. Un destino turístico entre los Montes Gigantes y Jizera) (= Obras geográficas de Erlanger, volumen especial 27). Palm y Enke, Erlangen 1999, ISBN 3-920405-86-2.
- Con Klaus Rother: Italien. Geographie, Geschichte, Wirtschaft, Politik. (Italia. Geografía, historia, economía, política) WBG, Darmstadt 2008, ISBN 978-3-534-13701-5.

Acerca de él:
- Ingo Kühne: Franz Tichy (1921-2004). En: Mitteilungen der Fränkischen Geographischen Gesellschaft, Vol. 52: 35-45 (en Internet).